# Michelle Steele
Michelle Steele, née le 8 mars 1986 à Gladstone (Queensland) est une skeletoneuse australienne active depuis 2004. Steele est devenue en 2006 à Turin la première australienne à concourir en skeleton lors de Jeux olympiques, elle termine treizième. En novembre 2007, elle atteint son premier podium en Coupe du monde à Nagano.
Avant sa carrière de skeletoneuse, elle était gymnaste et participait à des compétitions à des compétitions de surf lifesaving.

## Palmarès
- Jeux olympiques d'hiver
  - 13e en 2006 et 14e en 2014
- Championnats du monde
  - Meilleur résultat : 6e en 2007 et 2013 à Saint-Moritz.

- Coupe du monde
  - Meilleur classement général : 9e en 2013 et 2014.
  - 2 podiums dont 1 deuxième place et 1 troisième place (2007, 2013).